# Watronville
Watronville ist eine französische Gemeinde mit 102 Einwohnern (Stand 1. Januar 2022) im Département Meuse in der Region Grand Est (bis 2015 Lothringen). Sie gehört zum Arrondissement Verdun und zum Gemeindeverband Territoire de Fresnes-en-Woëvre. Die Bewohner werden Watronvillois genannt.

## Geografie

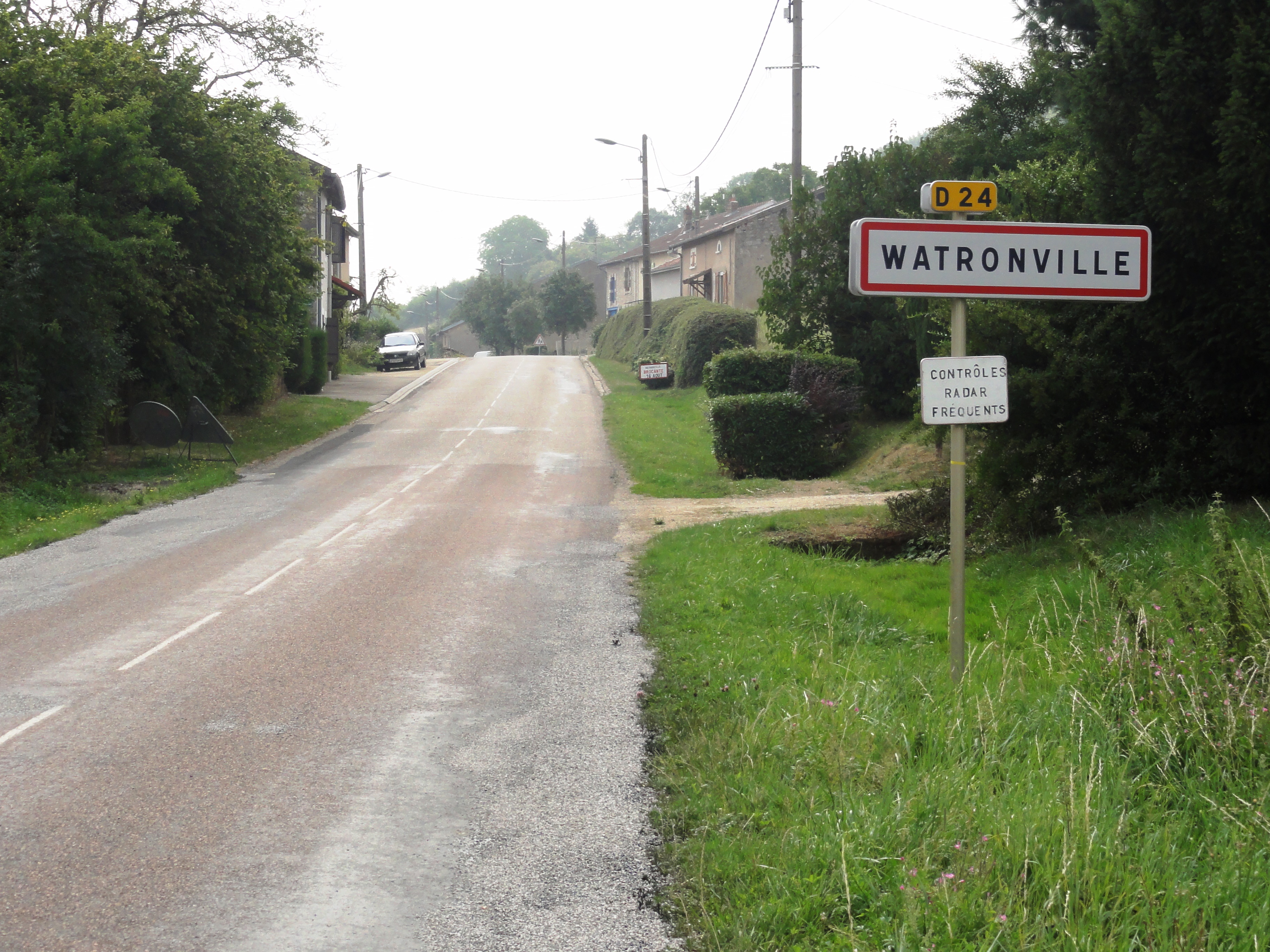
Ortseingang

Die Gemeinde Watronville liegt am Fuß der Hügelkette Côtes de Meuse in der Landschaft Woëvre, etwa zwölf Kilometer östlich von Verdun. Mehrere Bäche, die im Gemeindegebiet von Watronville entspringen, entwässern nach Nordosten zur Orne. Das 6,39 km² umfassende Gemeindeareal lässt sich in zwei Teile gliedern: der Nordosten ist flach und durch eine Mischung aus Wald-, Weide- und Ackerflächen geprägt. Diesem auf etwa 230 Metern über dem Meer liegenden Flachland steht im Südwesten ein bis 360 Meter erreichendes fast vollständig bewaldetes (Bois de Marchéville, Bois de l’Hôte) Hochplateau gegenüber. Die Trennlinie beider Landschaften bildet eine Steilstufe, deren Hänge nach Osten bis Nordosten ausgerichtet sind. Hier wird Wein kultiviert, der zum nördlichsten Zipfel des Weinbaugebietes Côtes de Meuse gehört. Inmitten der Reben liegt das Dorf Watronville. Unmittelbar westlich der Gemeinde befindet sich das militärische Sperrgebiet des Standortübungsplatzes Champ de Tir du Rozelier. Umgeben wird Watronville von den Nachbargemeinden Grimaucourt-en-Woëvre im Nordosten, Manheulles im Osten, Ronvaux im Südosten, Haudiomont im Süden sowie Châtillon-sous-les-Côtes im Westen.

## Ortsname
Der Name der Gemeinde entwickelte sich über folgende Schreibweisen:
- Mitte des 12. Jahrhunderts: Ventonis-villa
- 1177: Wentrunville
- 1240: Wantronville
- 1593: Vuatronville
- 1622: Watronville
- 1756: Vatronville
- seit 1793:  Watronville

## Bevölkerungsentwicklung
| Jahr      | 1962 | 1968 | 1975 | 1982 | 1990 | 1999 | 2006 | 2013 | 2022 |
| Einwohner | 133  | 134  | 104  | 101  | 112  | 103  | 107  | 114  | 102  |

Im Jahr 1836 wurde mit 506 Bewohnern die bisher höchste Einwohnerzahl ermittelt. Die Zahlen basieren auf den Daten von cassini.ehess und INSEE.

## Sehenswürdigkeiten
- Kirche Mariä Himmelfahrt (Église de l’Assomption de la Vierge) aus dem 18. Jahrhundert, 1929 rekonstruiert
- Grabmal des 1944 gefallenen 17-jährigen Jean Scharinger
- ehemaliges Schloss aus dem 15. Jahrhundert
- Flurkreuze, darunter ein reich dekoriertes eisernes
- Marienstatue

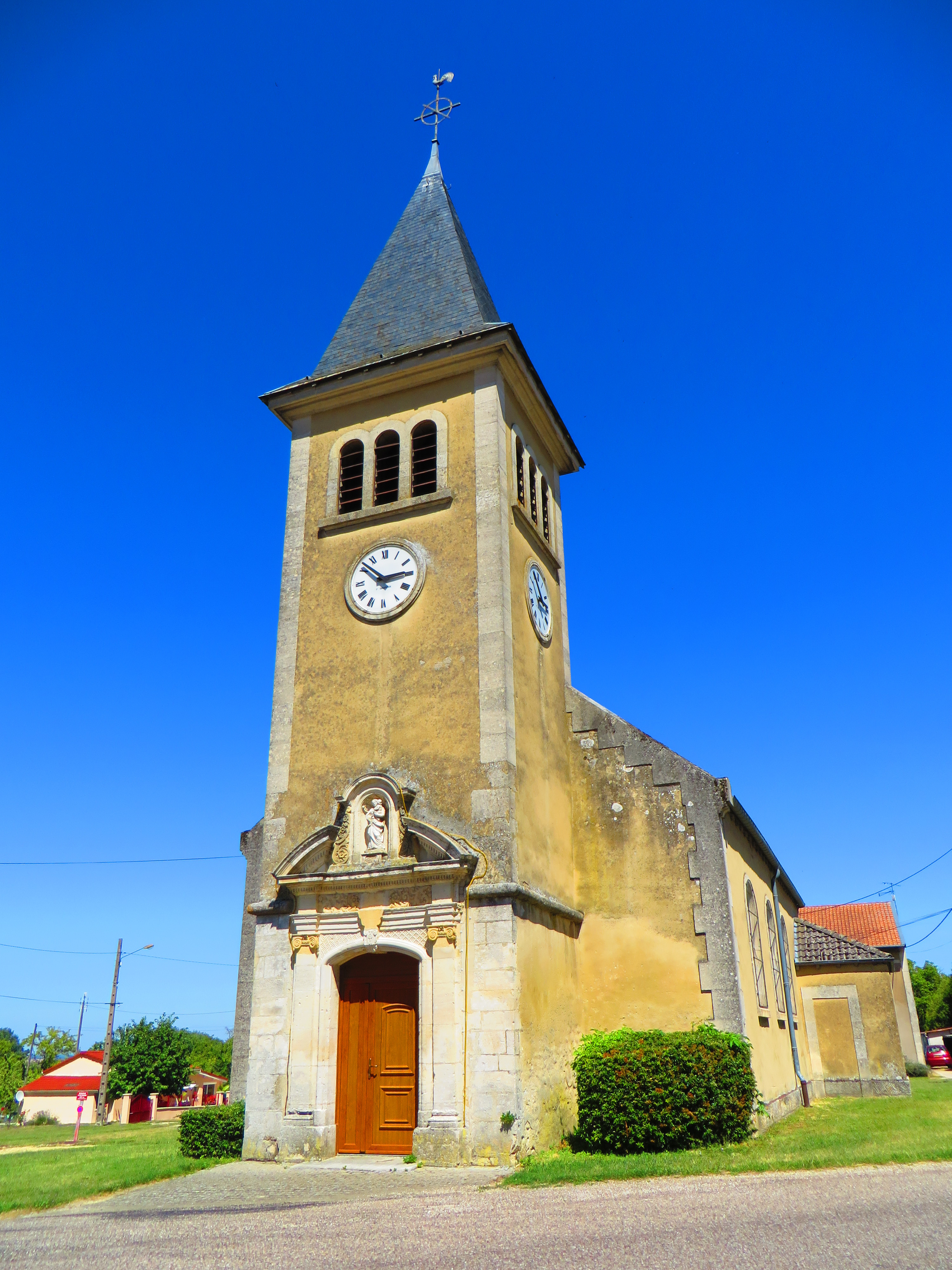
Kirche Mariä Himmelfahrt
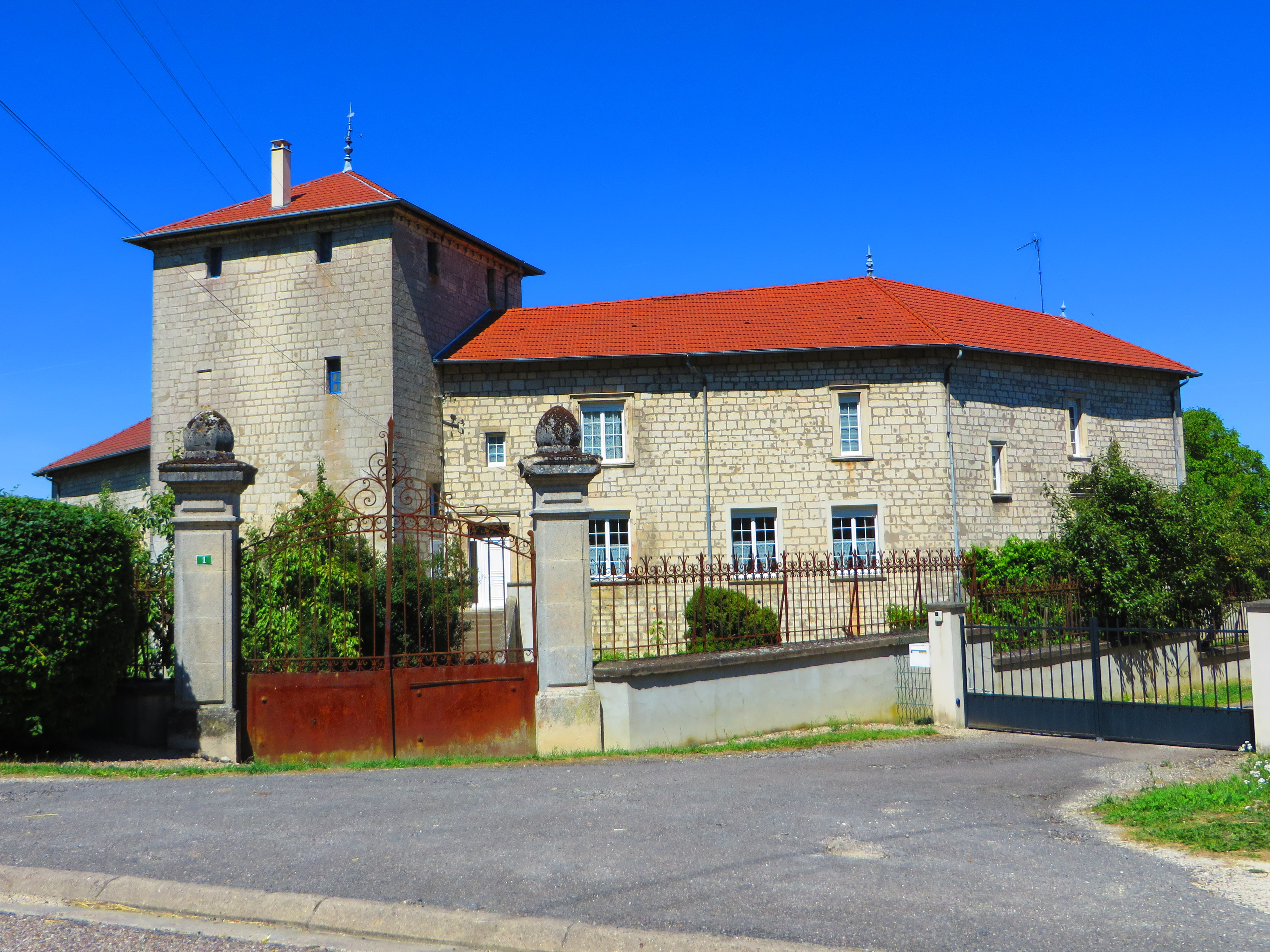
Ehemaliges Schloss
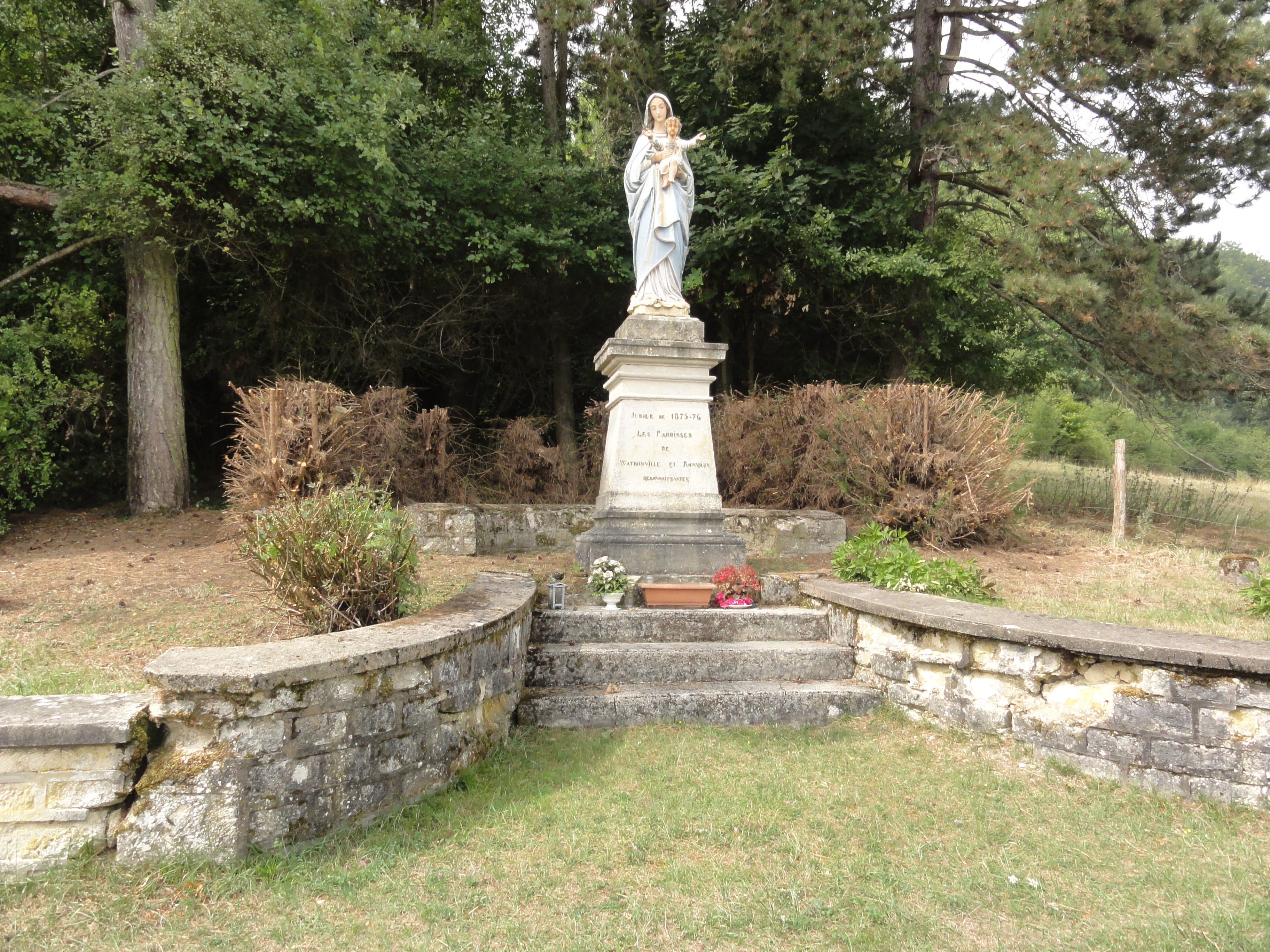
Marienstatue
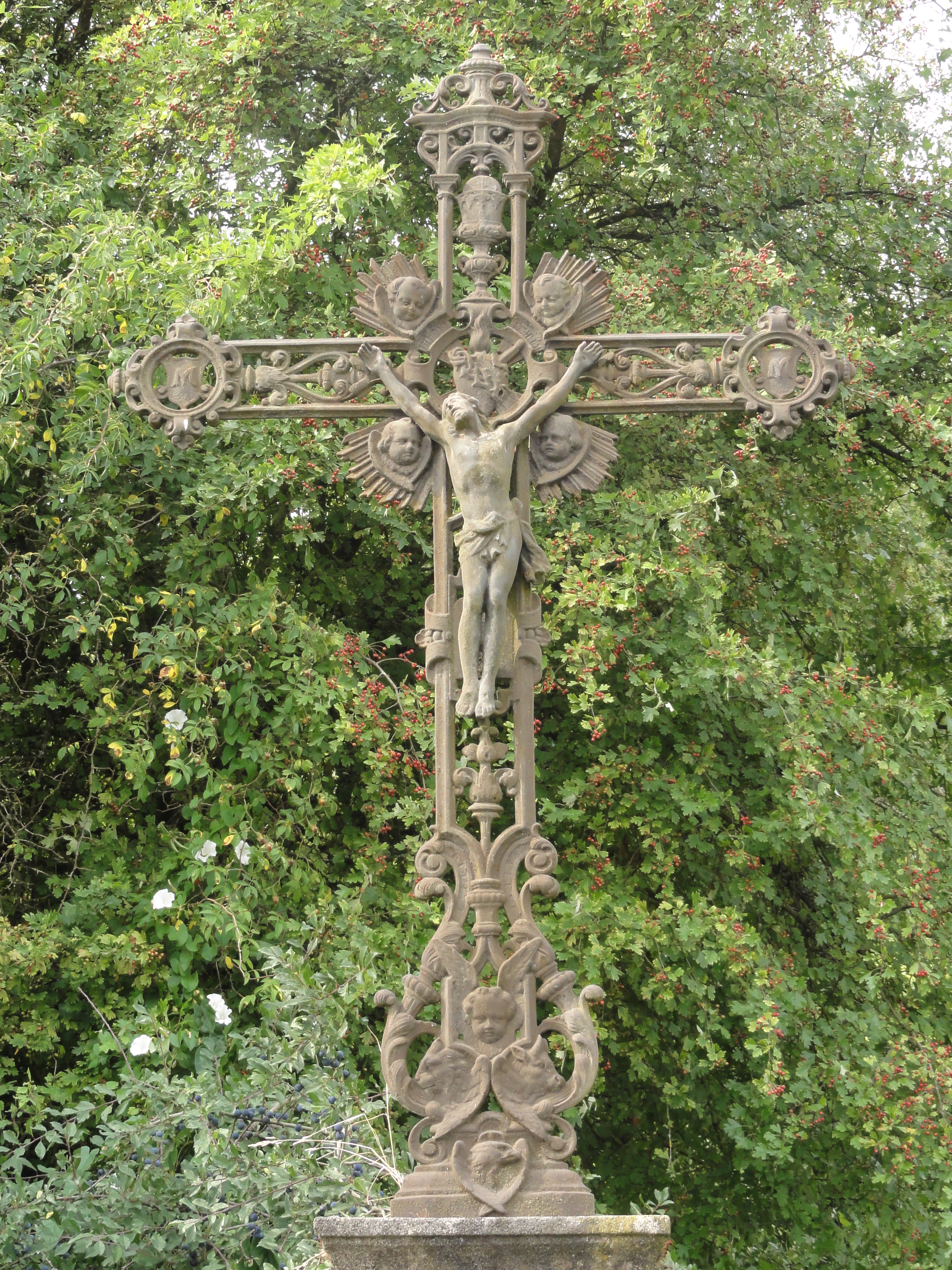
Eisernes Flurkreuz
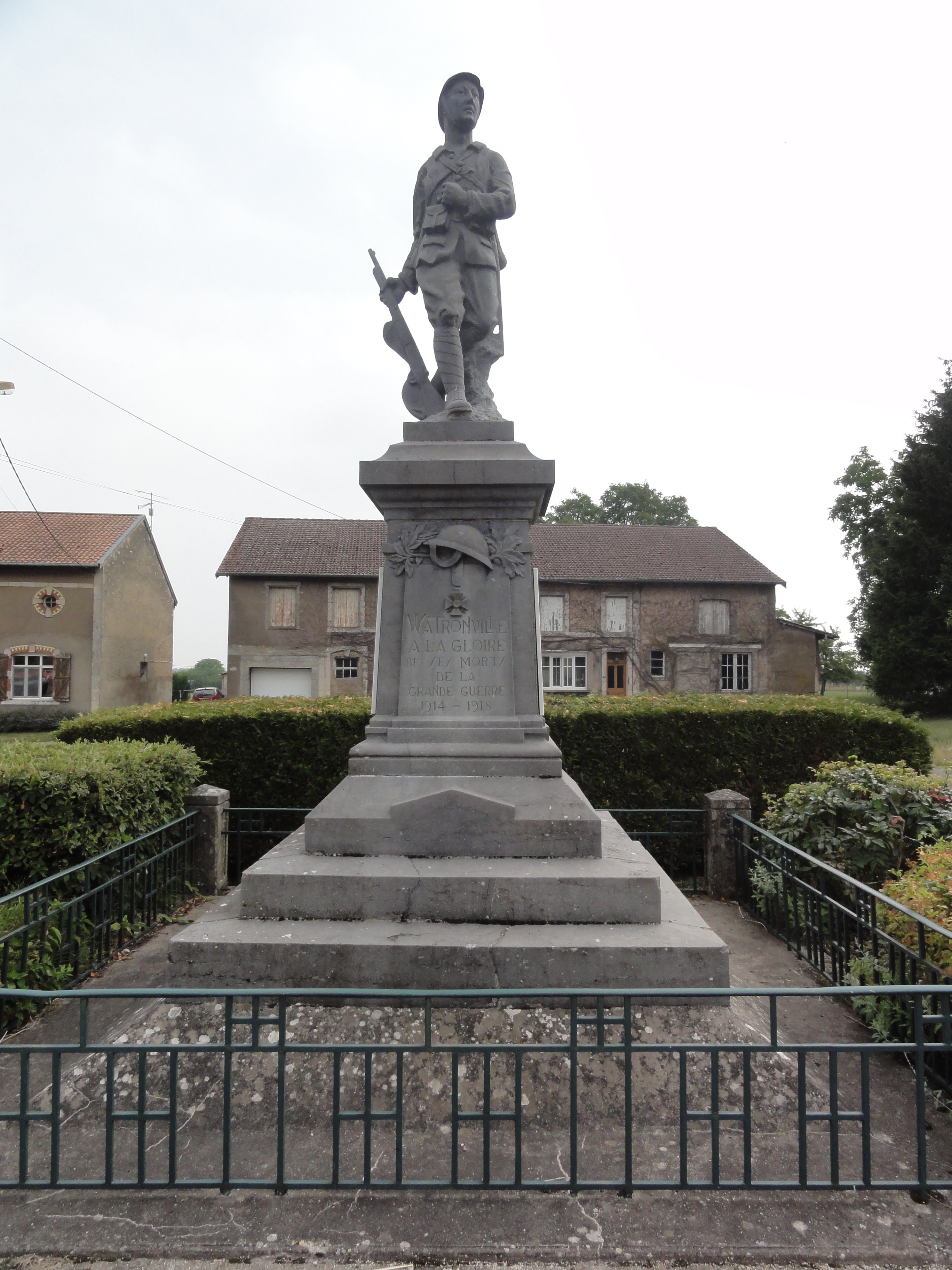
Gefallenendenkmal
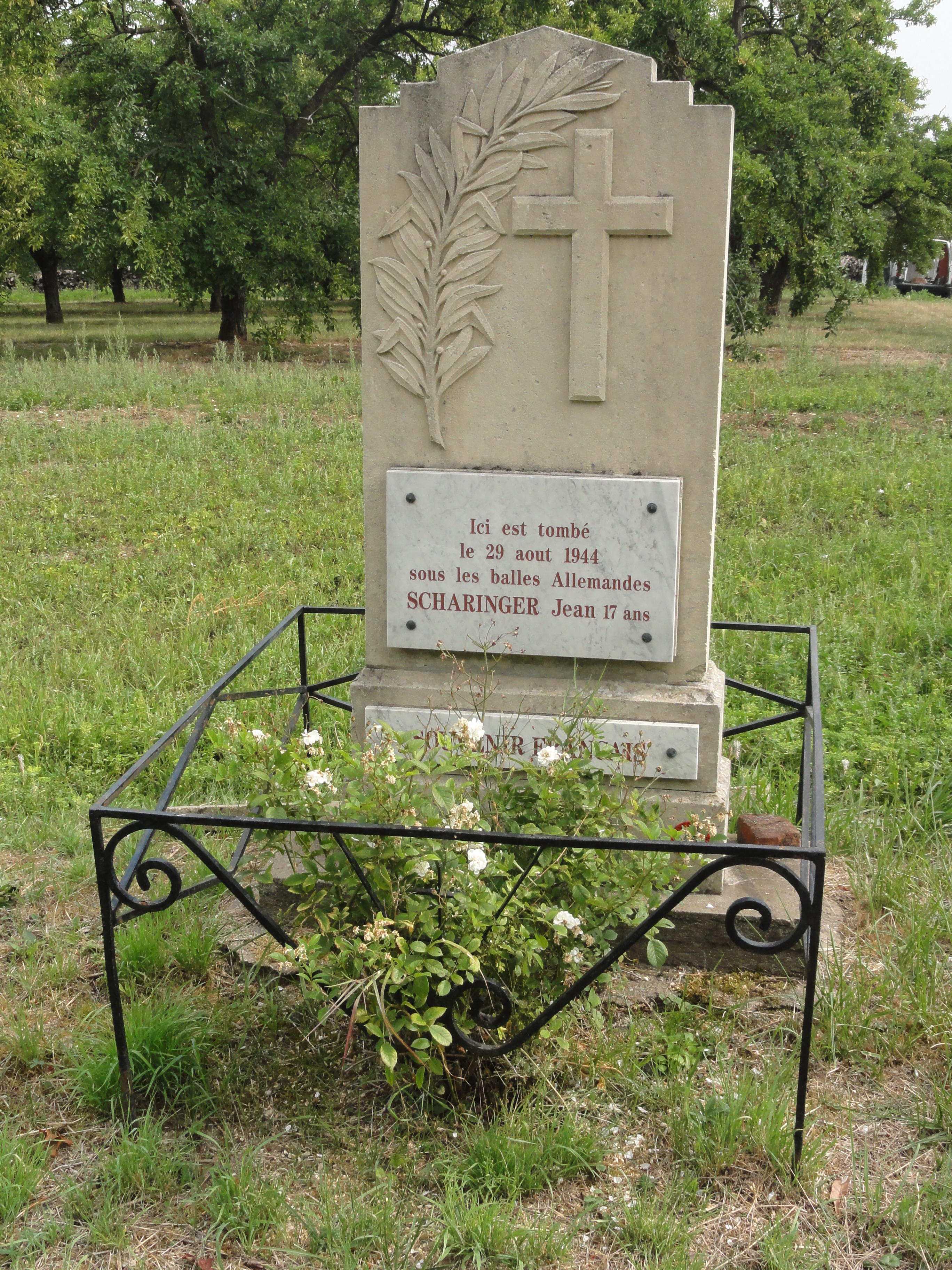
Grabmal für Jean Scharinger

## Wirtschaft und Infrastruktur
In Watronville sind sechs Landwirtschaftsbetriebe ansässig (Getreideanbau, Obstplantagen).
Durch die Gemeinde führt die Fernstraße D24 von Eix nach Haudiomont. Unmittelbar südlich von Watronville verläuft die Autoroute A4 von Paris nach Straßburg.

## Belege
1. ↑  Dictionnaire topographique de la France (französisch)
2. ↑  Watronville auf cassini.ehess
3. ↑  Watronville auf INSEE
4. ↑  Landwirtschaftsbetriebe auf annuaire-mairie.fr (französisch)